# Franz Heinrich Ulrich

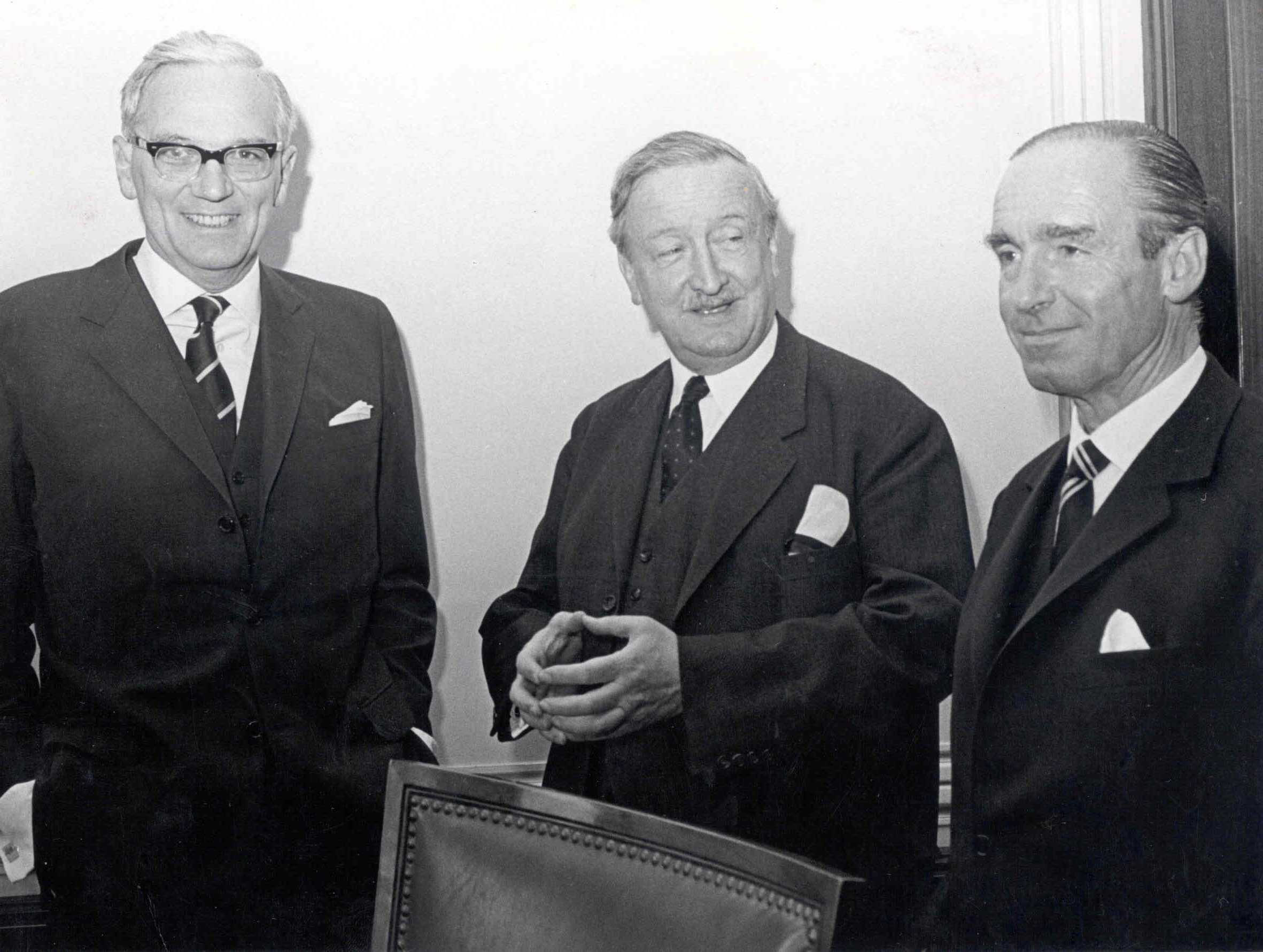
Hermann Josef Abs mit seinen Sprechernachfolgern Karl Klasen (l.) und Franz Heinrich Ulrich (r.) am 12. April 1967

Franz Heinrich Ulrich (* 6. Juli 1910 in Hannover; † 16. März 1987 in Meerbusch) war ein deutscher Bankmanager.

## Leben
Franz Heinrich Ulrich studierte 1928 bis 1932 Jura und trat nach dem Assessorexamen 1936 in die Deutsche Bank ein. 1939 wurde er zum Kriegsdienst einberufen und im Frankreichfeldzug schwer verwundet. Ab 1941 arbeitete er wieder bei der Deutschen Bank als persönlicher Mitarbeiter von Hermann Josef Abs, der damals für das Auslandsgeschäft tätig war.
Nach Kriegsende lernte er ab 1945 in Hamburg Feinmechanik und Uhrmacherei, bevor er 1948 wieder ins Bankgeschäft zurückkehrte und Filialdirektor der Rheinisch-Westfälischen Bank, dem Nachfolgeinstitut der zwangsweise dezentralisierten Deutschen Bank, in Wuppertal wurde. 1951 wurde Ulrich Mitglied der Geschäftsleitung der Norddeutschen Bank in Hamburg, damals ebenfalls ein Nachfolgeinstitut der nach dem Zweiten Weltkrieg aufgespaltenen Deutschen Bank. 1957 wurde er Vorstandsmitglied der wieder zusammengeführten Deutschen Bank.
Nach dem Ausscheiden von Hermann Josef Abs wurde Ulrich 1967 zusammen mit Karl Klasen Sprecher des Vorstandes der Deutschen Bank. Als Klasen 1970 zur Deutschen Bundesbank wechselte, wurde Ulrich alleiniger Vorstandssprecher der Deutschen Bank. Dies blieb er bis 1976. Seine Nachfolger als Vorstandssprecher waren Friedrich Wilhelm Christians und Wilfried Guth. Nach seinem Ausscheiden als Vorstandssprecher wurde Ulrich Aufsichtsratsvorsitzender der Deutschen Bank. Dies blieb er bis zum Juli 1984.
Von 1960 bis 1974 war Ulrich auch Vorstandsmitglied im Bundesverband deutscher Banken. Zeitweise war er auch Präsident der deutschen Gruppe der Internationalen Handelskammer und der Internationalen Währungskonferenz. Ulrich war außerdem Initiator der Deutschen Gesellschaft für Wertpapiersparen (DWS).

## Ehrungen
Das Schulungszentrum der Deutschen Bank, das Franz-Heinrich-Ulrich-Haus, war nach ihm benannt.